# Jövő Népe
Jövő Népe – félhavi folyóirat Marosvásárhelyen. Első száma 1919. szeptember 15-én jelent meg, az utolsó 1920. június 1-jén.

## Története
Önképzőköri lapnak indult, a helybeli Református Kollégium és Katolikus Gimnázium érettségi előtt álló növendékeinek összefogásával, elsősorban Rajka Tibor (főszerkesztő), Deák Sándor, Bicsak Tibor és Radó Imre szerkesztésében és terjesztésében. Az impresszumon olvasható: "A hatóság előtt Molter Károly, a nyilvánosság előtt az illető rovatvezetők felelnek."
A diákok kapcsolatba kerültek a helyi Munkásotthon értelmiségi köreivel s az SZDP vezetőivel, így folyóiratukban a szépirodalom mellett marxista történelemfelfogást, darwinizmust propagáló cikkek is helyet kaptak. A lap közölte Kacsó Sándor első verseit és novelláját, 1920. március 15-én külön Ady-számot adott ki; úttörőnek számított a maga korában, hogy Ady eszméit céltudatosan vállalta.
Leggyakoribb cikkírók: Rajka Tibor, Radó Imre, Barna Bálint, Algya Zoltán, Szentiványi Sándor, Ringler Géza, Esze Tamás. Cikkeztek benne a kortárs marosvásárhelyi tanárok, így Csergő Tamás, Nagy Endre s mellettük Osvát Kálmán is.